# إيرل هولمز
إيرل هولمز (بالإنجليزية: Earl Holmes)‏ هو لاعب كرة قدم أمريكية أمريكي، ولد في 28 أبريل 1973 في تالاهاسي في الولايات المتحدة.

## وصلات خارجية
- إيرل هولمز على موقع مرجع كرة القدم المحترفة.كوم (الإنجليزية)